# Hợp Tiến, Đông Hưng
Hợp Tiến là một xã cũ thuộc huyện Đông Hưng, tỉnh Thái Bình, Việt Nam.

## Địa lý
Xã Hợp Tiến nằm ở phía tây huyện Đông Hưng, bên bờ nam sông Tiên Hưng, có vị trí địa lý:
- Phía đông giáp xã Phong Châu
- Phía tây giáp xã Lô Giang
- Phía nam giáp các xã Chương Dương, Minh Phú, Phú Châu
- Phía bắc giáp xã Mê Linh.

Xã Hợp Tiến có diện tích 3,46 km², dân số năm 2022 là 4.684 người, mật độ dân số đạt 1.353 người/km².

## Lịch sử
Ngày 28 tháng 9 năm 2024, Ủy ban Thường vụ Quốc hội ban hành Nghị quyết số 1201/NQ-UBTVQH15 về việc sắp xếp đơn vị hành chính cấp xã của tỉnh Thái Bình giai đoạn 2023 – 2025 (nghị quyết có hiệu lực từ ngày 1 tháng 11 năm 2024). Theo đó, thành lập xã Phong Dương Tiến trên cơ sở toàn bộ 3,46 km² diện tích tự nhiên và quy mô dân số là 4.684 người của xã Hợp Tiến.